# Triadisches Geschichtsmodell
Als ein Triadisches Geschichtsmodell wird die Vorstellung bezeichnet, dass die Entwicklung der Menschheit in drei Phasen verlaufe.
Zumeist unterstellen triadische Geschichtsmodelle, dass sich die Menschheit ursprünglich in einem paradiesischen Urzustand befunden habe, der zunächst – in der Klassik – der Antike zugeschrieben wird, später dann (in der Romantik) dem Mittelalter. Diese ursprüngliche Einheit sei jedoch verloren gegangen, sodass der Mensch in der Gegenwart dem eigenen Wesen entfremdet sei und sich nicht mehr in Harmonie mit der Natur und der Gesellschaft befinde. Diese zweite Phase trägt laut Modell jedoch die Hoffnung auf eine Wiedergewinnung des paradiesischen Naturzustandes – etwa durch die Kunst – in sich. Ein frühes triadisches Geschichtsmodell ist dasjenige Joachims von Fiore, dem zufolge das erste Zeitalter das des Vaters, das zweite das des Sohnes, des Christus, und das dritte („Drittes Reich“) das des Heiligen Geistes ist.